# Aarne Reini
Aarne Reini, né le 6 août 1906 à Vaasa et mort le 23 février 1974 dans la même ville, est un lutteur finlandais spécialiste de la lutte gréco-romaine.

## Carrière
Aarne Reini participe aux Jeux olympiques d'été de 1936 à Berlin et remporte la médaille d'argent dans la catégorie des poids plumes.